# زیردریایی یو-۳۶۳
زیردریایی یو-۳۶۳ (به انگلیسی: German submarine U-363) یک زیردریایی است که طول آن ۶۷٫۱ متر (۲۲۰ فوت ۲ اینچ) می‌باشد. این زیردریایی در سال ۱۹۴۲ ساخته شد.